# Illusion (groupe)
Illusion est un groupe britannique de rock progressif, originaire de Londres, formé en 1977 et dissous en 1979.

## Historique
Le groupe est formé en 1977 par les membres fondateurs du groupe Renaissance,.
Il doit initialement réunir les cinq membres originaux du groupe Renaissance à savoir Keith Relf et Jim McCarty (deux anciens Yardbirds) ainsi que John Hawken, Louis Cennamo et Jane Relf mais le chanteur et guitariste Keith Relf meurt en 1976, avant la réalisation du projet, en s'électrocutant chez lui avec un ampli de guitare défectueux,.
Les quatre autres membres mènent cependant le projet à bien, renforcés par John Knightsbridge et Eddie McNeil. Le groupe prend le nom d'Illusion, d'après le titre du second album de Renaissance, sorti en 1971.
Jim McCarty passe de la batterie à la guitare acoustique et partage le chant avec Jane Relf (sœur de Keith), tandis qu'Eddie McNeill le remplace à la batterie et que John Knightsbridge reprend le rôle de Keith Relf à la guitare. 
Illusion ne réalise que deux albums, Out of the Mist (1977) et Illusion (1978), publiés sur le label Island Records, et se sépare en 1979,,,.
En 1989 paraît sur le label Brisk Productions l'album Enchanted Caress constitué en partie de démos enregistrées en 1979 pour un troisième album,.
En 2001, McCarty, Cennamo, Hawken et Relf se réunissent pour enregistrer l'album Through the Fire sous le nom de Renaissance Illusion,,.

## Membres
- Jane Relf - chant
- Jim McCarty - chant, guitare acoustique, percussions
- John Knightsbridge - guitare électrique et acoustique
- Louis Cennamo - basse
- John Hawken - piano électrique Fender Rhodes, piano acoustique, Mellotron, orgue Hammond, synthétiseurs (Minimoog, ARP et Polymoog), clavecin
- Eddie McNeil - batterie, percussions

## Discographie
- 1977 : Out of the Mist[5],[6]
- 1978 : Illusion[7],[8]
- 1989 : Enchanted Caress[9]